# Massa en repòs

Possible quadrimoment de partícules. Una presenta una massa invariant igual a zero, l'altra presenta massa.

La massa en repòs, massa invariant, o massa intrínseca és la mesura de la massa d'un cos que és constant per a qualsevol sistema de referència, per això es defineix com invariant. La massa en repòs pot ser calculada coneixent l'energia total del cos i la seva quantitat de moviment. Per definició, la massa invariant d'un sistema de partícules en repòs és igual a l'energia total del sistema dividit per la constant c², m=E/c² i la seva unitat és l'electró-volt (eV/c²), ja que la unitat d'energia es defineix com la que produeix la càrrega d'un electró a la diferència de potencial d'un volt.
Si un observador es troba en un sistema de referència inercial, que es mou en línia recta i a velocitat constant, la velocitat del centre de massa i la quantitat de moviment totals són iguals a zero. En un sistema com aquest la massa invariant del sistema seria igual al total d'energia dividida per c². Aquesta energia total és l'energia mínima que podrà ser observada des d'altres sistemes inercials.
L'anterior seria totalment vàlid per un sistema amb una única partícula, però quan és compost per més d'una les partícules poden tenir moviments relatius respecte a les altres i interaccionen a través d'una o més les forces fonamentals. L'energia cinètica de les partícules i l'energia potencial dels camps de força incrementen l'energia total per sobre de la suma de la massa en repòs de les partícules i contribueix a la massa invariant del sistema.

## Massa en repòs a la física de partícules
En física de partícules, la massa en repòs és una combinació matemàtica de l'energia de les partícules E i la seva quantitat de moviment p en un sistema de referència en repòs. La massa invariant és la mateixa a tots els sistemes de referència (vegeu la Relativitat especial).
{\displaystyle (mc^{2})^{2}=E^{2}-\|\mathbf {p} c\|^{2}\,}
o en unitats naturals on c = 1,
{\displaystyle m^{2}=E^{2}-\|\mathbf {p} \|^{2}.\,}
Aquesta equació diu que la massa en repòs és la longitud relativista del quadrivector (E, p), calculat utilitzant la versió relativista del teorema de Pitàgores que té signe diferent per a l'espai en tres dimensions. Aquesta longitud es conserva sota qualsevol transformació de Lorentz o rotació en quatre dimensions, de la mateixa manera que la longitud d'un vector ordinari es conserva quan el sotmetem a rotacions.
Atès que la massa en repòs es determina a partir de magnituds que es conserven al llarg d'un procés de desintegració radioactiva, la massa en repòs calculada utilitzant l'energia i la quantitat de moviment dels productes de desintegració d'una partícula serà igual a la massa de la partícula que s'ha desintegrat.
La massa invariant d'un sistema de partícules pot ser calculat a partir de la fórmula general:
{\displaystyle \left(Wc^{2}\right)^{2}=\left(\sum E\right)^{2}-\left\|\sum \mathbf {p} c\right\|^{2}}
on
{\displaystyle W} és la massa en repòs del sistema de partícules, igual a la massa desintegrada de la partícula.
{\displaystyle \sum E} és la suma de les energies de les partícules.
{\displaystyle \sum \mathbf {p} c} és el vector suma de la quantitat de moviment (impulsió) de les partícules (incloses tant la magnitud com la direcció de les impulsions)
Aquesta relació es pot obtenir fàcilment utilitzant la quantitat de moviment quadrivectorial en unitats naturals:
{\displaystyle p_{i}^{\mu }=\left(E_{i},\mathbf {p} _{i}\right)}
{\displaystyle p^{\mu }=\left(\Sigma E_{i},\Sigma \mathbf {p} _{i}\right)}
{\displaystyle p^{\mu }p_{\mu }=\eta _{\mu \nu }p^{\mu }p^{\nu }=(\Sigma E_{i})^{2}-(\Sigma \mathbf {p} _{i})^{2}=W^{2}}, atès que la norma de qualsevol quadrivector és invariant.

### Exemple de col·lisió entre dues partícules
En una col·lisió entre dues partícules, o en la desintegració de dues partícules, el quadrat de la massa en repòs (en unitats naturals) és:
| {\displaystyle M^{2}\,} | {\displaystyle =(E_{1}+E_{2})^{2}-\\|{\textbf {p}}_{1}+{\textbf {p}}_{2}\\|^{2}\,}                        |
|                         | {\displaystyle =m_{1}^{2}+m_{2}^{2}+2\left(E_{1}E_{2}-{\textbf {p}}_{1}\cdot {\textbf {p}}_{2}\right).\,} |

### Partícules no massives
La massa invariant d'un sistema de dues partícules sense massa (per exemple dos fotons), amb vectors d'impulsió separats per un angle polar {\displaystyle \theta }, té una expressió simple ː 
{\displaystyle {\begin{aligned}M^{2}&=(E_{1}+E_{2})^{2}-\left\|{\textbf {p}}_{1}+{\textbf {p}}_{2}\right\|^{2}\\&=[(p_{1},0,0,p_{1})+(p_{2},0,p_{2}\sin \theta ,p_{2}\cos \theta )]^{2}\\&=(p_{1}+p_{2})^{2}-p_{2}^{2}\sin ^{2}\theta -(p_{1}+p_{2}\cos \theta )^{2}\\&=2p_{1}p_{2}(1-\cos \theta ).\end{aligned}}}

### Experiments a col·lisionadors hadrònics
En experiments a col·lisionadors d'hadrons, hom defineix sovint el quadrimoment d'una partícula en termes del seu angle azimutal {\displaystyle \phi }, pseudorapidesa {\displaystyle \eta }, i impulsió transversa {\displaystyle p_{T}}. En aquest cas, per a un sistema de 2 partícules sense massa, o molt relativistes ({\displaystyle E\gg m}), la seva massa invariant es pot determinar via
{\displaystyle M^{2}=2p_{T1}p_{T2}(\cosh(\eta _{1}-\eta _{2})-\cos(\phi _{1}-\phi _{2})).}

## Energia en repòs
L'energia en repòs {\displaystyle E} d'una partícula elemental es defineix com a :
{\displaystyle \ E=m_{0}c^{2}}
on {\displaystyle c} és la velocitat de la llum al buit. En general només les diferències d'energia tenen un significat físic. Definint l'energia de repòs posem l'energia en una escala absoluta.
La raó per definir l'energia de repòs és a la teoria de la relativitat especial, d'acord amb aquesta teoria, la massa d'un cos canvia en proporció a la seva energia cinètica segons:
{\displaystyle dm={\frac {dE_{k}}{c^{2}}}},
Això porta a la famosa conclusió d'Einstein que la massa i l'energia són manifestacions del mateix fenomen. Definint l'energia de repòs d'aquesta manera fem que l'expressió que mostra la relació d'equivalència entre massa i energia sigui més elegant, però encara és arbitrària en el sentit que posa energia en una escala absoluta.